# قيم ديف تيكون
قيم ديف تيكون (بالإنجليزية: Game Dev Tycoon)‏ هي لعبة فيديو من نوع محاكاة التجارة، صدرت في 10 ديسمبر 2012، وهي متوفرة على أجهزة ويندوز وأو إس 10 وجنو/لينكس. تحتوي على اللغة العربية.

## اللعب
يقوم اللاعب بمحاكاة عملية صنع وتطوير ألعاب الفيديو. يبدأ اللاعب في كمطور ألعاب في مرأب في فترة الثمانينات خلال العصر الذهبي لألعاب الفيديو بلا موظفين وبمال محدود وبخيارات محدودة للعبته الأولى. ويبدأ في بيع لعبته والحصول على موارد أكثر وتحسين ألعابه المستقبلية.

## وصلات خارجية
- قيم ديف تيكون على موقع Google Play (الإنجليزية)
- الموقع الرسمي